# Seidenfadenia mitrata
Seidenfadenia mitrata – gatunek roślin z monotypowego rodzaju Seidenfadenia z rodziny storczykowatych (Orchidaceae). Epifity lub litofity rosnące w tropikalnych lasach okresowo suchych na wysokościach 300–1050 m n.p.m. Występują w Mjanmie, Tajlandii i Laosie.

## Morfologia
KwiatyKwiaty odwrócone, białe z fioletową warżką.

## Systematyka
Gatunek sklasyfikowany do podplemienia Aeridinae w plemieniu Vandeae, podrodzina epidendronowe (Epidendroideae), rodzina storczykowate (Orchidaceae), rząd szparagowce (Asparagales) w obrębie roślin jednoliściennych.